# Pointe Robert
La pointe Robert se trouve entre la pointe de Cornouaille et la pointe des Espagnols dans la presqu'île de Roscanvel. La pointe fait partie du dispositif de défense du goulet de Brest.

## Ouvrages militaires
Les ouvrages connus sont :
- Batterie basse (1697)
- Caserne (1851)
- Batterie de 47 mm tir rapide
- Batterie de rupture casematée (1888)
- Batterie haute (1888)
- Usine électrogène et des projecteurs (1897)
- Batterie de 75 mm contre avion (1938)
- Batterie lance torpille allemande (1942)[2]